# Elephas
Chi Elephas hiện nay chỉ còn một loài duy nhất đang tồn tại là voi châu Á (E. maximus). Các loài khác, chẳng hạn E. recki đã từng tồn tại ở châu Phi, nhưng đã bị tuyệt chủng. Chi này có quan hệ họ hàng rất gần, hoặc có thể là thành viên của chi Mammuthus tức voi Ma mút.

## Các loài
- E. antiquus †
- E. beyeri †
- E. celebensis †
- E. ekorensis †
- E. falconeri †
- Elephas hysudricus †
- Elephas hysudrindicus †
- Elephas iolensis†
- E. maximus: Voi châu Á
- E. planifrons †
- E. platycephalus †
- E. recki †